# Point de chute
Pour plus de détails, voir Fiche technique et Distribution.
Point de chute est un film français de Robert Hossein sorti en 1970.

## Synopsis
Lui, Vlad "le Roumain", est un jeune voyou, dur, sans scrupules. Elle, Catherine, une toute jeune fille, une lycéenne, d'une famille de la haute bourgeoisie. Ils n'ont rien en commun l'un et l'autre. Catherine est enlevée par des gangsters, et Vlad est chargé de la garder dans une cabane isolée au bord de la mer. Un monde les sépare, ils n'ont rien à se dire et ce n'est pas la situation qui va les rapprocher. Pourtant, en dépit de tout, au fil des heures qui s'écoulent dans l'attente de la rançon, des liens silencieux et invisibles se créent entre eux...

## Fiche technique
- Réalisation : Robert Hossein
- Scénario : Claude Desailly et Robert Hossein
- Musique : André Hossein
- Décors : Jacques Dugied
- Image : Daniel Diot
- Année : 1970
- Genre : Drame
- Pays :  France

## Distribution
- Johnny Hallyday : Vlad, « le Roumain »
- Pascale Rivault : Catherine
- Robert Hossein : le caïd
- Robert Dalban : l'inspecteur
- Albert Minski : Eddy
- Philippe Pelletier : un écolier
- Christian Barbier